# Aeroportul Belmonte
Aeroportul Belmonte (IATA: BVM, ICAO: SNBL) este un aeroport din Bahia, Brazilia ce deservește zona Belmonte. A fost numit după Belmonte⁠(d).
Situat la o altitudine de 10 m, aeroportul dispune de 1 pistă.

## Infrastructură

### Piste
Aeroportul dispune de o singură pistă. Pista 4/22 are suprafața de asfalt și dimensiunile 1.200 m × 30 m. 